# Rhagio niger
Rhagio niger är en tvåvingeart som först beskrevs av Christian Rudolph Wilhelm Wiedemann 1820.  Rhagio niger ingår i släktet Rhagio och familjen snäppflugor. Inga underarter finns listade i Catalogue of Life.